# Vlag van Gipuzkoa

Vlag van de provincie Gipuzkoa

De vlag van de Spaanse provincie Gipuzkoa bestaat uit een wit veld met in het midden het provinciale wapen. De vlag werd omstreeks in 1990 aangenomen.
Gipuzkoa had een ander wapen dan het huidige, dat in 1977 werd aangenomen. Tot 1466 had de Juntas Generales de Hermandad (broederschapsvergadering) een eigen zegel: in het hoofd zit een gekroonde koning van Castilië en León op de troon, met rechts een zwaard; hij wordt verondersteld Alfons VIII van Castilië te zijn, die Gipuzkoa veroverde op Navarra met de hulp van de lokale adel rond 1200, of misschien Hendrik IV die regeerde in 1466. Hieronder, drie taxusbomen over drie golven.
Koningin Johanna I gaf op 28 februari 1513 een privilege aan Gipuzkoa omdat de inwoners 12 Franse kanonnen hadden veroverd tijdens de veldslagen van Velate en Baztan (twee kleine dorpjes). Dus van 1513 tot 1977 was het wapen van Gipuzkoa verdeeld in 3 delen: linksboven, de koning, wiens identiteit onzeker is, rechtsboven, de 12 gouden Franse kanonnen op rood, en onderaan, de taxusbomen boven drie blauwe zeegolven op wit. Dit wapen is verwant aan dat van twee dorpen in Gipuzkoa: Antzuola, dat de koning en de kanonnen behoudt en Lezo, dat tegenwoordig zijn wapen lijkt te hebben aangepast aan het nieuwe wapen van Gipuzkoa, waarbij de koning en de kanonnen zijn verdwenen.